# Mazeppa (película)
Mazeppa es una película dramática francesa de 1993 dirigida por Bartabas. Fue estrenada en el Festival Internacional de Cine de Cannes de 1993 donde ganó el Premio técnico. Es una parte del legado cultural de Mazeppa, un héroe ucraniano y protagonista del poema de Lord Byron.

## Argumento
Basado libremente en la vida del pintor francés Théodore Géricault que conoció al famoso jinete Antonio Franconi, el director del Cirque Olympique. Gericault decidió quedarse y vivir con el circo y pintó solo caballos para tratar de comprender el misterio de este animal. Mazeppa encarna a un hombre que se deja llevar por su pasión.

## Reparto
- Miguel Bosé - Gericault
- Bartabas - Franconi
- Brigitte Marty - Mouste
- Eva Schakmundes - Alexandrine
- Fatima Aibout - Cascabelle
- Bakary Sangaré - Joseph
- Norman Calabrese - Amigo de Géricault
- Henri Carballido - Amigo de Géricault
- Frédéric Chavan - Amigo de Géricault
- Patrick Kabakdjian - Amigo de Géricault
- Michel Lacaille - Amigo de Géricault
- Claire Leroy - Amiga de Géricault
- Bernard Malandain - Amiga de Géricault